# Solicorynespora kendrickii
Solicorynespora kendrickii är en svampart som beskrevs av R.F. Castañeda 1996. Solicorynespora kendrickii ingår i släktet Solicorynespora, divisionen sporsäcksvampar och riket svampar.   Inga underarter finns listade i Catalogue of Life.